# Der Nigger von der Narcissus
Der Nigger von der Narcissus (englischer Originaltitel The Nigger of the ‘Narcissus’: A Tale of the Sea) ist eine Erzählung von Joseph Conrad aus dem Jahr 1897. Von manchen Kritikern wird sie als beste Erzählung aus Conrads Frühwerk bezeichnet. Es ist das zu Lebzeiten berühmteste Werk Conrads.
Die Handlung dreht sich um eine Schiffsbesatzung, die einen tödlich erkrankten schwarzen Matrosen pflegen und gleichzeitig den Widrigkeiten des Meeres trotzen muss. Darüber hinaus versucht ein Aufrührer, die Mannschaft gegen den Kapitän aufzuwiegeln.
Obwohl es sich bei der Erzählung um eine fiktionale Geschichte handelt, ließ Conrad einige autobiografische Elemente aus seiner Vergangenheit als Seemann einfließen.

## Handlung
Auf der Seereise von Bombay nach London erkrankt der titelgebende „Nigger“ James Wait an einer tödlichen Tuberkulose. Getrieben von ihrem schlechten Gewissen pflegt die Mannschaft den Erkrankten, der ihr dennoch schwere Vorwürfe macht.
Vor dem Kap der Guten Hoffnung gerät das Schiff in einen schweren Sturm und legt sich auf die Seite. Trotz der Gefahr zu kentern, entscheidet sich der Kapitän dagegen, die Masten zu kappen, was ihm vor allem der Aufrührer und Neuling an Bord Donkin übel nimmt. Angeführt von dem jungen Matrosen Belfast, beschließt ein Teil der Mannschaft, James Wait aus seiner Kabine, in der er eingeschlossen ist, zu befreien. Doch anstatt sich für seine Rettung zu bedanken, wirft Wait der Mannschaft vor, zu lange für seine Befreiung gebraucht zu haben.
Als der Sturm schließlich vorüber ist, gelingt es der Mannschaft, das Schiff wieder aufzurichten und weiter zu segeln.  Da aber die meisten Vorräte über Bord gegangen sind, muss das Essen stark rationiert werden, was die Beziehungen zwischen Mannschaft und Kapitän belastet.
In einem Gespräch mit Wait äußert Donkin seine Vermutung, dass Wait nur simuliert und sich somit vor der Arbeit an Bord drücken möchte. Wait geht darauf ein und gibt vor, nur zu simulieren. Seine Motive dafür bleiben ungeklärt.
Als der Kapitän dazu stößt, gibt Wait an, auf dem Wege der Besserung zu sein und äußert den Wunsch, wieder an Bord zu arbeiten. Daraus schließt allerdings der Kapitän, dass Wait nur simuliert hat, und verbietet ihm deshalb sich auf Deck blicken zu lassen.
Donkin bringt die Mannschaft dazu, sich hinter Wait zu stellen und zettelt in der Nacht einen Aufruhr an, in dessen Verlauf ein schwerer Gegenstand in die Richtung des Kapitäns geschleudert wird. Da sich jedoch das führerlose Schiff ungünstig in den Wind dreht, sieht sich die Mannschaft dazu gezwungen, sich wieder den Befehlen des Kapitäns zu unterstellen, um eine erneute Katastrophe zu vermeiden.
Auf Grund dieser Ereignisse gibt die Mannschaft ihr Vorhaben auf und fügt sich für den Rest der Fahrt dem Kapitän. Der Aufrührer Donkin sieht sich dadurch innerhalb der Mannschaft immer weiter isoliert.
In Sichtweite der Azoren stirbt schließlich James Wait und wird auf See bestattet. Ohne weitere Vorkommnisse läuft das Schiff schließlich in London ein. Am nächsten Tag bekommen die Matrosen ihre Heuer ausgezahlt und gehen auseinander.

## Erzählperspektive
Die gesamte Handlung wird von einem Ich-Erzähler berichtet. Allerdings handelt es sich dennoch nicht um eine personale Erzählsituation, da der Ich-Erzähler ebenfalls über Ereignisse informiert zu sein scheint, bei denen er gar nicht anwesend ist. Auf welche Weise er davon erfährt, wird nicht berichtet. Somit handelt es sich um einen Ich-Erzähler mit den Elementen eines auktorialen Erzählers.
Hinzu kommt, dass der Ich-Erzähler sich kaum an der Handlung beteiligt. Es wird zwar deutlich, dass er einer der Matrosen ist, aber von seinen eigenen Handlungen auf dem Schiff wird nicht berichtet.
Erst nach der Ankunft in London berichtet der Erzähler von sich selbst als handelnder Person.
Somit erscheint der Erzähler wie ein Chronist, der zwar alles miterlebt und über alles informiert ist, aber die Handlung nicht entscheidend beeinflusst.

## Hintergrund
Die Erzählung enthält einige autobiografische Aspekte aus dem Leben Joseph Conrads. So ist bekannt, dass Conrad im Jahre 1884 auf einem Segelschiff mit dem Namen Narcissus anheuerte. Auf der Fahrt von Bombay nach Dunkerque starb der schwarze Matrose Joseph Barron, der Conrad vermutlich zu der Figur des James Wait inspirierte. Auch die Figuren Donkin, Belfast und Archie basieren vermutlich auf Besatzungsmitgliedern der Narcissus.
Im Jahr 1885 fuhr Conrad schließlich auf dem Segelschiff Tilkhurst. An Bord befand sich der Matrose William Cumming, der sich durch eine Schlägerei an Land eine Kopfverletzung zugezogen hatte. Aufgrund dieser Verletzung fiel er auf See ins Delirium und wurde von der Mannschaft gepflegt. Diese Ereignisse waren vermutlich die Vorlage für die Pflege des erkrankten James Wait in der Erzählung.

## Editionsgeschichte
In New York besorgte die Erstveröffentlichung 1897 Dodd, Mead and Company; der Verlag bestand allerdings darauf, den Titel in The Children of the Sea: A Tale of the Forecastle zu ändern, nicht aus Zensur gegen das Wort „Nigger“, sondern weil in Amerika zu der Zeit Bücher über Schwarze kaum Verkaufsaussichten hätten, wie der Verleger meinte. In London wurde die Erzählung vom Verlag William Heinemann zunächst als Fortsetzung in den Heften August bis Dezember 1897 des von William Ernest Henley herausgegebenen The New Review veröffentlicht, bevor sie im gleichen Verlag in Buchform 1898 erschien. Kritische Ausgabe im Englischen ist die Norton Critical Edition, die auf der Heinemann-Ausgabe beruht.
In Deutschland wurde die erste Ausgabe 1912 in der Übersetzung von Ernst W. Freißler vom Albert Langen Verlag, München, besorgt, der von 1912 bis 1914 Bücher von Conrad verlegte. Der Titel lautet Der Nigger vom Narzissus. Eine zweite Edition erschien 1927 beim S. Fischer Verlag, Berlin, der die vom A. Langen Verlag übernommenen Werke Conrads von 1926 bis 1939 herausgab.
Der Zürcher Haffmans Verlag veröffentlichte das Werk in seiner 12-teiligen Joseph-Conrad-Werk-Ausgabe 1994 in einer Neuübersetzung von Wolfgang Krege unter dem Titel Der Bimbo von der „Narcissus“.
2009 brachte der niederländische Verlag WordBridge eine Edition unter dem Titel The N-word of the Narcissus heraus, deren Ziel es war, den Text für moderne Leser zugänglich zu machen. Auch die deutsche Neuübersetzung von Mirko Bonné aus dem Jahr 2020 umschifft den Titel mit der Betitelung als Der Niemand von der "Narcissus". Die Übersetzung wurde mit dem Hamburger Literaturpreis 2020 in der Kategorie Literarische Übersetzung ausgezeichnet.

## Ausgaben (Auswahl)
- The Nigger of the „Narcissus“. A Tale of the Sea. Bernhard Tauchnitz, Leipzig 1928
- The nigger of the „Narcissus“. An authoritative text, backgrounds and sources, reviews and criticism. Edited by Robert Kimbrough. Norton, New York 1979, ISBN 0-393-04517-X. (A Norton critical edition) Kritische Ausgabe.
- The Nigger of the „Narcissus“ and Other Stories. Penguin, London 2007, ISBN 978-0-141-44170-2. (Penguin classics). - Taschenbuchausgabe.
- Der Nigger von der „Narcissus“. Aufbauverlag, Berlin/Weimar 1977 (Übersetzer: Lore Krüger).
- Der Nigger von der „Narzissus“. Frankfurt am Main, Fischer-Taschenbuch-Verlag  (Übersetzer: Ernst Wagner)
- Erzählungen I. Der Nigger von der „Narcissus“ - Jugend - Herz der Finsternis. Edition Maritim, Hamburg 2006, ISBN 978-389225-553-6 (Übersetzer: Lore Krüger u. a.).
- Neuübersetzung als Der Niemand von der „Narcissus“. Eine Geschichte vom Meer. Mareverlag, Hamburg 2020, ISBN 978-3-86648-612-6 (Übersetzer: Mirko Bonné).

## Hörbücher
- Joseph Conrad: Der Nigger von der Narzissus. Sprecher: Charles Brauer. Marehörbuch 2007, 4 CD (288 Min.)[10]